# Schéma d'une identification
Pour plus de détails, voir Fiche technique et Distribution.
Schéma d'une identification est un film documentaire réalisé par Alain Resnais en 1946.

## Résumé
Retour en images au temps de la Belle Époque, les années 1910, aux débuts du cinéma social, avec la naissance de personnages codifiés, de types.

## Fiche technique
- Réalisateur : Alain Resnais
- Format : Noir et blanc
- Caméra : 16 mm
- Durée : 30 minutes

## Distribution
- Gérard Philipe
- François Chaumette

## Analyse
Revisitant en toute rigueur la confrontation archétype du cinéma social des années 1910, celle qui rassemble « viveur », « prolétaire », « l'officier », et « l'ingénue », le réalisateur, jouant de son propre rôle et de celui des acteurs relativement à leur incarnation, adopte dans l'abstrait face à son sujet le point de vue de l'enquêteur, celui de l'archéologue et du médecin légiste,.